# Terremoto de Ica y Pisco de 1664
El terremoto de Ica y Pisco de 1664 ocurrió el 12 de mayo de 1664 y fue muy devastador. Causó la destrucción total de la ciudad de San Jerónimo de Ica y afectó severamente a la villa de San Clemente de Mancera (actual Pisco). Vino acompañado de un maremoto. Gobernaba entonces en el Perú el virrey conde de Santisteban. Estuvo precedido por otras dos catástrofes de magnitud: el terremoto de Lima de 1655 y la erupción del Pichincha (Quito) en 1660.

## La catástrofe
Este terremoto sorprendió a los habitantes de Ica de madrugada, poco antes de las 04.00 horas (hora local), y fue de una inusitada fuerza y duración (testigos lo calcularon en lo que dura el rezo de un credo). Se derrumbaron casi todas las casas y edificios, entre ellos las iglesias de San Francisco y San Agustín. Se abrieron grietas enormes y profundas en los suelos, se desbordó el río Ica y rebalsaron los pozos. Murieron más de 400 personas, la mayoría físicamente aplastadas por las paredes colapsadas, y otras asfixiadas por el denso polvo que se levantó y por el aplastamiento mutuo. Solo sobrevivieron unas 200 personas.
La catástrofe afectó también al puerto de Pisco, donde fallecieron 60 personas; a todo ello se sumó la pérdida de la principal riqueza de la zona: el vino y aguardiente almacenados en las bodegas, que se derramaron con la rotura de las vasijas en que se guardaban, formando verdaderos ríos que acabaron en el mar. Se calcularon las pérdidas en 300.000 pesos. También los campos de cultivo fueron anegados por los desbordes de los torrentes.
Siguieron unos sesenta temblores o réplicas. El clero atribuyó el suceso a un castigo divino, pues horas antes un vecino de Ica había matado a un sacerdote dándole 17 puñaladas. También se mencionaron otras razones que habrían motivado la ira divina, como la proliferación de adulterios y la falta de devoción. En los días siguientes hubo procesiones de penitencia.
En Lima se sintió el temblor a las 04:15 horas, pero con poca fuerza.
Una relación de este terremoto fue escrita por Cristóbal Rodríguez Álvarez, cura de la iglesia parroquial de San Jerónimo de Ica.

## Nota
1. ↑  Vargas Ugarte, tomo III, p. 283.
2. ↑  Reproducida en: Odriozola 1863, pp. 15-19.